# Ernst Siemerling

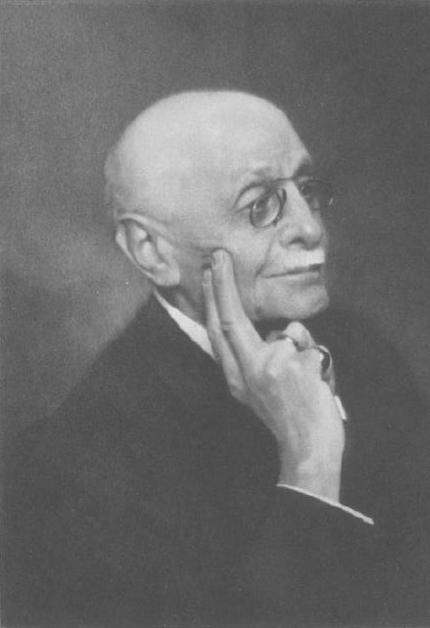
Ernst Siemerling

Ernst Paul Bruno Siemerling (* 9. September 1857 in Müssow; † 6. Januar 1931 in Berlin) war ein deutscher Neurologe und Psychiater. Er veröffentlichte Arbeiten zur Neuropathologie. Nachdem er acht Jahre lang als Professor und Leiter der Nervenklinik in Tübingen tätig gewesen war, hatte er von 1901 an für 25 Jahre dieselbe Tätigkeit an der Universität Kiel inne.

## Erste Jahre
Ernst Siemerling wurde geboren als jüngerer Sohn und eins von sechs Kindern des Landwirts und Pächters von Müssow Friedrich Siemerling (1822–1871) und dessen Ehefrau Marie, geb. Schurig (* 1823). Die Familie zog später nach Bodstedt bei Franzburg und dann nach Freienlande bei Stralsund. In Stralsund besuchte er das Gymnasium Stralsund bis zum Abitur Ostern 1877. Er studierte ab 1877, mit Ausnahme von einer Unterbrechung, während der er für ein Semester in Leipzig studierte, bis zur Promotion 1882 an der Universität Marburg. Schon während seines Studiums arbeitete er im anatomischen Institut der Universität Leipzig, seine Promotionsarbeit mit dem Titel Beiträge zur Embryologie der Exkretionsorgane des Vogels verfasste er auch über die Anatomie. Nachdem er während des Studiums schon den ersten Teil seines Militärdienstes geleistet hatte, folgte der zweite direkt im Anschluss an sein Studium bei der Marburger Garnison. Ende 1882 trat er dann aus dem anatomischen Institut aus und begann bei einer Psychiatrie in Nietleben bei Halle, die von Eduard Hitzig geleitet wurde, als Volontärarzt zu arbeiten.

## Wirken

### Tätigkeit in der Charité
Im Jahr 1884 ging Siemerling als Assistenzarzt zur Nervenklinik der Berliner Charité, wo er unter Carl Friedrich Otto Westphal arbeitete. In Berlin lernte er auch Pauline Fanny Ferdinande Freiin von Richthofen (* 11. November 1873 in Carlsruhe O/S) kennen, eine Tochter von Fanny Freifrau von Richthofen, geb. Mendelssohn-Bartholdy (1851–1924) und Major Eugen Freiherr von Richthofen (1835–1871), eine Enkelin Paul Mendelssohn-Bartholdys und entfernte Verwandte Westphals, die er am 25. November 1893 heiratete. Ein Trauzeuge war Ferdinand von Richthofen, der Onkel der Braut. Das Paar hatte zwei Töchter.
An der Charité arbeitete er unter anderem mit Karl Moeli und Hermann Oppenheim zusammen. Unter der Führung von Westphal begann Siemerling in Berlin mit hirnanatomischen Untersuchungen. Er verfasste mehrere Arbeiten zu verschiedenen Erkrankungen des Nervensystems, teilweise auch mit Oppenheim zusammen. Im Jahr 1888 wurde Siemerling zusammen mit Oppenheim habilitiert. Als Westphal kurz danach erkrankte, wurde er von Siemerling bei der Führung der Klinik unterstützt. Nach dem Tod von Carl Westphal wurde Siemerling auch zum kommissarischen Leiter der Klinik ernannt. Nach der Ankunft von Friedrich Jolly übernahm dieser die Leitung. Siemerling arbeitete wieder als Oberarzt der Psychiatrie, bis er 1893 einen Ruf der Universität Tübingen wahrnahm.

### Tätigkeit in Tübingen
Siemerling wurde Direktor der neugegründeten Klinik für Psychiatrie und Psychotherapie und übernahm auch den Lehrstuhl der Universität. Anfangs war die Einrichtung der neugegründeten Anstalt seine erste Aufgabe. Anschließend befasste er sich hauptsächlich mit der pathologisch-anatomischen Betrachtung von Nervenkrankheiten. Außerdem zählte er die Beschreibung von Krankheitsbildern und forensisch-psychiatrischen Problemen zu seinem Hauptaufgabengebiet. Nachdem Siemerling 1901 nach Kiel ging, wo er ebenfalls eine neugegründete Klinik aufzubauen hatte, folgte ihm Robert Wollenberg in Tübingen als Leiter der Klinik nach.

### Tätigkeit in Kiel
Während seiner Tätigkeit an der Kieler Universität, sowohl als Professor als auch als Leiter der Psychiatrischen und Nervenklinik, führte er ein System ein, das er in Berlin kennengelernt hatte und auch schon in Tübingen etabliert hatte. Neue Patienten wurden in die Klinik aufgenommen und dort lediglich die Diagnose erstellt und akute Behandlungen vorgenommen. Längerfristige Fälle wurden in die Anstalt eingewiesen. Die Universitätsklinik hatte somit immer mit neuen Fällen zu arbeiten und sicherte sich somit die Lehre und Forschung der Universität. Auch die Ausbildung von Pflegepersonal lag Siemerling sehr am Herzen. Im Jahr 1910 gründete er eine eigene zur Psychiatrie gehörige Pflegeschule, an der er Fachkräfte gezielt ausbilden konnte. Auch veröffentlichte er während seiner Zeit in Kiel weiterhin Arbeiten zur Neuropathologie. Siemerling hatte den Lehrstuhl und die Leitung der Klinik bis zu seiner Emeritierung 1926 inne, sein Nachfolger wurde Georg Stertz. Zusammen mit seiner Familie zog er nach seiner Emeritierung nach Berlin, wo er sich literarisch betätigte. So war er unter anderem Mitherausgeber des Archivs für Psychiatrie und Nervenkrankheiten.

## Veröffentlichungen
- Anatomische Untersuchungen über die menschlichen Rückenmarkswurzeln.  Berlin, 1887.
- Zur Syphilis des Centralnervensystems.
- Über die chronische progressive Lähmung der Augenmuskeln. Berlin, 1891.
- Beiträge zur forensischen Psychiatrie. Transitorische Bewusstseinsstörungen der Epileptiker.
- Sittlichkeitsverbrechen und Geistesstörung.
- Zur pathologischen Anatomie der spinalen Kinderlähmung.
- Härtung und Technik grosser Hirnschnitte.
- Kasuistischer Beitrag zur forensischen Beurteilung der traumatischen Epilepsie mit consecutiver Geistesstörung. Tübingen, 1895.
- Bericht über die Wirksamkeit der psychiatrischen Universitätsklinik zu Tübingen in der Zeit vom 1. Nov. 1893 bis 1. Jan. 1901. Tübingen, 1901.
- Psychiatrie im Wandel der Zeiten. Kiel, 1904.
- Zur Erinnerung an Friedrich Jolly. Berlin, 1904.
- Über nervöse und psychische Störungen der Jugend. Berlin, 1909.
- Nervöse und psychische Störungen während Schwangerschaft, Geburt und Wochenbett. Special edition of Albert Siegmund Gustav Döderlein’s (1860–1941) Handbuch der Geburtshilfe, volume 3, Munich, 1916.
- Über Schlaf und Schlaflosigkeit. Berlin, 1923.
- Repetitorium der praktischen Neurologie. Leipzig, 1927.